# جلال حرب
جلال حرب (20 نوفمبر 1921 -10 أكتوبر 2006) مطرب وممثل سكندرى محلي، ولد بحى محرم بك بالإسكندرية. مولود في أسرة تهتم بالثقافة. لذا بدأ شاعرأ وقصاصأ. وأتجه إلى الغناء وهو في مقتبل العمر. تخرج في كلية الحقوق. وعمل في مرفق مياه الإسكندرية. اكتشفه مدحت عاصم. وقدمه للإذاعة. قدم له محمد عبد الوهاب فرصة أول بطولة له في السينما. قيل أن هناك تشابه بين أدائه وأداء عبد الوهاب. لحن العديد من الاغنيات للمطربين آخرين. من أغنياته الشهيرة اه يا ذكرى الغرام.

## أشهر أغانيه
- اسأليني عن هنايا
- آه يا ذكرى الغرام
- آه من قلبي
- أنا والصبر
- بحب فيك إيه معرفش
- جمالك والهوى والشوق
- جوابك فين
- حيران (الخميلة)
- غلبني شوقي (عتاب) مع عصمت عبد العليم
- فرحة الدنيا
- محلاك يا نيل
- هي هي
- يا قريبة مني
- يا مفرحني

## أوبريتات
- سوق راتب
- حلقة الأنفوشى
- إسكندرية ما ريا
- جمالات
- سلام يا مصر

## فيلموجرافيا
تمثيل (6 عمل)
- ابن الحارة فيلم 1953
- إلهام فيلم1950
- حماتك تحبك فيلم 1950
- أمل ضائع فيلم 1947
- دنيا فيلم 1946
- إكسبريس الحب فيلم 1946
- الحب الأول فيلم 1945

موسيقى (1 عمل)
1. إلهام
فيلم 1950 تلحين الأغاني

## روابط خارجية
- جلال حرب على موقع IMDb (الإنجليزية)
- جلال حرب على موقع الدهليز
- جلال حرب على موقع قاعدة بيانات الأفلام العربية